# Shenzhen-Universität
Die Shenzhen-Universität (Traditionelles Chinesisch: 深圳大學, Vereinfachtes Chinesisch: 深圳大学, Pinyin: Shēnzhèn Dàxué) ist eine öffentliche Universität in Shenzhen, China.
Sie wurde 1983 gegründet und befindet sich im Stadtteil Nanshan. Die Hochschule verfügt über zwei Campusse (Yuehai und Lihu) mit einer Fläche von insgesamt 2,72 Quadratkilometern. Als bekanntester Absolvent gilt Ma Huateng, der Gründer des chinesischen Internet-Unternehmens Tencent.